# Чернощёкий гусеницеед
Чернощёкий гусеницеед (лат. Conopophaga melanops) — вид птиц семейства гусеницеедовых, эндемик Бразилии. Самцы имеют оранжевую макушку, чёрную голову и белую шею, в то время, как самки — коричневое оперение.

## Таксономия
Французский естествоиспытатель Луи Жан Пьер Вьейо впервые описал чернощёкого гусеницееда в 1818 году, дав виду название melanops от древнегреческих слов melas — «чёрный» и ops — «голова».

## Описание
Чернощёкий гусеницеед представляет собой небольшую пухлую птицу с коротким хвостом. Длина тела составляет 11,5 см. У данного вида птиц ярко выражен половой диморфизм: самец имеет отличительное яркое оперение, в то время, как самка, в основном, коричневая. Самец имеет чёрную голову и щёки с оранжевой макушкой и белой шеей. Верхняя часть — бурая, а нижняя — светло-серая, брюшные перья более белые, а фланги — цвета буйволовой кожи. Самка более бурая с белыми бровями и участками цвета буйволовой кожи на крыльях. Она похожа на рыжегорлого гусеницееда.

## Распространение и среда обитания
Чернощёкий гусеницеед распространён на востоке Бразилии от штата Параиба до Санта-Катарины. Естественное местообитание птицы — субтропические или тропические влажные леса, где птица населяет подлески и лесную подстилку. Карта ареала вдоль восточных прибрежных районов Бразилии была определена по уничтоженным жилищам. Несмотря на эффектное оперение, этот и другие гусеницееды ведут скрытный образ жизни и зачастую не заметны.

## Поведение
Чернощёкие гусеницееды — моногамные и территориальные птицы. Средний размер территории оценивается в 2,94 гектара. Размножение происходит в течение трёх месяцев, и гнездо в виде платформы строится на ветвях или пальмовых листьях у поверхности земли. Кладка состоит из двух яиц.